# Злочиначки умови (14. сезона)
Злочиначки умови (engl. Criminal Minds) је америчка криминалистичка драмска телевизијска серија која прати рад Јединице за анализу понашања (ЈАП-а) (engl. Behavioral Analysis Unit - BAU) чије је седиште у Квантику у Вирџинији. Серија се разликује од других серија те врсте по томе што се више усредсређује на злочинца него на сам злочин. Серију је продуцирала продукција The Mark Gordon Company у сарадњи са телевизијским студијима CBS и ABC. Серија је првобитно названа Квантико, а пробна епизода је снимљена у Ванкуверу.

## Опис
Четрнаеста сезона серије Злочиначки умови је емитована на каналу CBS од 3. октобра 2018. до 6. фебруара 2019. Ово је прва сезоне од 11. у којој се не појављује Шемар Мур као Дерек Морган јер је Мур био заузет снимањем серије Специјалци.

## Улоге
- Џо Мантења кao Дејвид Роси
- Метју Греј Габлер кao Спенсер Рид
- А.Џ. Кук кao Џенифер Џаро
- Кирстен Вангснес кao Пенелопи Гарсија
- Данијел Хени као Мет Симонс
- Ејша Тајлер као Тара Луис
- Адам Родригез као Лук Алвез
- Паџет Брустер као Емили Прентис

## Епизоде
| Бр. еп. (укупно) | Бр. еп. (у сезони) | Наслов           | Редитељ            | Сценариста                | Премијера          | Прод. код | Гледаност у САД-у (милиони) |
| --- | ------------------ | ---------------- | ------------------ | ------------------------- | ------------------ | --------- | --------------------------- |
| 300 | 1                  | "300 (2. део)"   | Глен Кершо         | Ерика Месер               | 3. октобар 2018.   | 1401      | 4.45                        |
| Кад је месијски вођа секте Бенџамин Дејвид Мерва отео Рида и Гарсију, ЈАП усклађује проналажење својих несталих сарадника и спречавање Мерве да испуни свој злокобни план. |                    |                  |                    |                           |                    |           |                             |
| 301 | 2                  | "Кућа почетног"  | Дајана К. алентајн | Брус Зимерман             | 10. октобар 2018.  | 1402      | 4.66                        |
| Кад су девет мумифицираних жена пронађене узидане и закопане испод пода дома "Јужна Каролина", ЈАП креће да утврди да ли је екипа убица одговорна или је злочине починио низни убица самотњак. У међувремену, Роси наставља да распламсава своју везу са Кристал. |                    |                  |                    |                           |                    |           |                             |
| 302 | 3                  | "Правило 34"     | Алек Смајт         | Кристофер Барбур          | 17. октобар 2018.  | 1403      | 4.40                        |
| Кад је шест жена из Вашингтонске градске области примило пошиљке у којима је било неколико људских делова тела истог дана, ЈАП ради на препознавању жртава и утврђује шта повезује приматељке. У међувремену, Симонс и Кристи покушавају да разговарају са својим сином Дејвидом јер удаљен са часова зато што је ударио друга из разреда.                                |                    |                  |                    |                           |                    |           |                             |
| 303 | 4                  | "Невиност"       | Брин Фрејзер       | Метју Греј Габлер         | 24. октобар 2018.  | 1404      | 4.28                        |
| Кад је жена из Талахасија на Флориди пронађена убијена на обредан начин, а њен супруг искључен као главни осумњичени, ЈАП усмерава и власти и на Флориди и у Арлингтону у Вирџинији како би препознали убицу. У међувремену, Прентисову све више брине Гарсијино понашање.                                                                                                |                    |                  |                    |                           |                    |           |                             |
| 304 | 5                  | "Високи"         | Стефани Сенгупта   | Лили Мери                 | 31. октобар 2018.  | 1405      | 4.41                        |
| Кад су три девојке нестале у Источном Алегенију у Пенсилванији, а једна пронађена са бројним посекотинама на горњем делу тела, ЈАП клацка потрагу за остале две и утврђивање какве тамошње урбано предање има везе са тим. У међувремену, Џеј-Џеј се сећа самоубиства своје сестре.                                                                                       |                    |                  |                    |                           |                    |           |                             |
| 305 | 6                  | "Лук"            | Ерик Стилер        | Џо Мантења                | 7. новембар 2018.  | 1406      | 4.55                        |
| Кад је почињено четири убиства за три дана у различитим градовима Источне обале, ЈАП покушава да повеже низ уз помоћ потере УСН-а и Савезне полиције за нељудским мексичким плаћеником. У међувремену, Алвез клацка живот заједно са девојком и осећајно повезивање са истрагом.                                                                                          |                    |                  |                    |                           |                    |           |                             |
| 306 | 7                  | "Двадесетседам"  | Шарат Раџу         | Ерика Мередит             | 14. новембар 2018. | 1406      | 4.52                        |
| Кад је троје људи из Вашингтонске градске области задобило повреде опасне по живот након што су нападнути мачетом, ЈАП сарађује са ГПА Ендруом Мендозом како би пронашли низног убицу који убија на свака двадесетседам минута. |                    |                  |                    |                           |                    |           |                             |
| 307 | 8                  | "Ешли"           | Адам Родригез      | Стефани Биркит            | 21. новембар 2018. | 1408      | 5.47                        |
| Кад је пар из Плајмаута у Новом Хемпширу убијен у сну, а за њихову осмогодишњу ћерку пријављен нестанак, ЈАП креће у потрагу за отмичарем почетником који жели да поново створи духа из своје прошлости. У међувремену, Роси смишља да учини следећи корак у својој вези са Кристал.                                                                                      |                    |                  |                    |                           |                    |           |                             |
| 308 | 9                  | "Сломљено крило" | Ејша Тајлер        | Џим Клементе              | 5. децембар 2018.  | 1409      | 4.50                        |
| Кад је седморо одвикнутих наркомана у Лос Анђелесу у Калифорнији умрло од превелике количине опијата неколико сати пошто су завршили разна лечења зависника, ЈАП почиње да прави профил Милосрдног анђела који је себи дао задатак да скрати својим жртвама патњу. У међувремену, Луисова је принуђена да се суочи са прошлошћу кад се поново састала са бившим супругом. |                    |                  |                    |                           |                    |           |                             |
| 309 | 10                 | "Од крви и меса" | Глен Кершо         | Кристофер Барбур          | 12. децембар 2018. | 1410      | 5.43                        |
| Кад су два месна заступника отета, мучена и пронађена са свирепо ишчупаним срцима, ЈАП покушава да утврди везу између истраге и случаја из своје прошлости. У међувремену, Прентисова се бори са својим унутрашњим утварама и да направи романтични састанак са ГПА Ендруом Мендозом.                                                                                     |                    |                  |                    |                           |                    |           |                             |
| 310 | 11                 | "Ноћна светла"   | Нелсон Мекормик    | Хедер Ноел Алдриџ         | 2. јануар 2019.    | 1411      | 4.91                        |
| Кад је тајанствена отмица човека из Портланда у Орегону повезана са нерешеним двоструким убиством, ЈАП креће у потрагу за убицом који прво ослепи жртве па их тера да се играју мачке и миша. У међувремену, Алвез позива остатак екипе на усељење у нови стан. |                    |                  |                    |                           |                    |           |                             |
| 311 | 12                 | "Хамлин"         | Сајмон Мирен       | Брус Зимерман             | 9. јануар 2019.    | 1412      | 4.55                        |
| Када је троје деце из Ајове нестало из својих куће исте ноћи, а надзорне камере из парка снимиле како деца сама улазе у комби отмичара, ЈПП креће да направи профил сакупљача неправде са мрачним побудама који почиње да пупи. У међувремену, Џеј-Џеј проводи слободно време са мајком Сенди јер су због реновирања биле присиљене да оду из својих домова.              |                    |                  |                    |                           |                    |           |                             |
| 312 | 13                 | "Камелеон"       | А.Џ. Кук           | Брин Фрејзер и Чарлс Дјуи | 23. јануар 2019.   | 1413      | 4.45                        |
| Након што се вратио са истраге у Нешвилу у Тенесију, Роси се сломио пред Кристал па је почео да преиспитује своје поступке док се присећао догађаја кад је ЈАП покушавао да пронађе преваранта ставовима према женама који је прешао на убиства. |                    |                  |                    |                           |                    |           |                             |
| 313 | 14                 | "Болесни и зли"  | Роб Бејли          | Ерик Стилер               | 30. јануар 2019.   | 1414      | 4.73                        |
| Кад је четворо Луистончана на смрт избодено у својим домовима, ЈАП креће у потрагу за паранормално-опседнутим низним убицом који делује уверен да су становници које је означио као мете уклети. У међувремену, Роси клацка проналажење низног убице Еверета Линча и опоравак од свог умало кобног искуства.                                                              |                    |                  |                    |                           |                    |           |                             |
| 314 | 15                 | "Истина или лаж" | Глен Кершо         | Ерика Мердит              | 6. фебруар 2019.   | 1415      | 4.72                        |
| ЈАП је враћен у Лос Анђелес како би покушали да ухвате низног убицу пошто је двоје људи побијено из кола у покрету. У међувремену, Роси и Кристал се спремају за свадбу, а неочекивано признање прети да поремети ток живота свих заувек. |                    |                  |                    |                           |                    |           |                             |

## Продукција

### Развој
Серија Злочиначки умови је обновљена за четрнаесту сезону са наруџбином од 15 епизода 12. маја 2018. године, са могућношћу наручивања још епизода касније у сезони. Дана 27. новембра 2018. године објављено је да је CBS одбио да наручи још епизода за сезону.
Дана 25. јуна 2018. године, откривено је да ће Метју Греј Габлер, Џо Мантења, Ејша Тајлер и Адам Родригез режирати епизоде ове сезоне и да ће А.Џ. Кук дебитовати као редитељка и режирати једну епизоду ове сезоне.
Дана 21. септембра 2018. године, откривено је да ће Кирстен Вангснес и сценаристкиња Ерика Месер заједно писати сценарио за петнаесту епизоду сезоне која је такође послужила као завршница сезоне. Ово би била пета епизода коју су написале заједно. Дана 6. децембра 2018. године, откривено је да Месерова и Вангснесова неће писати сценарио за епизоде и да ће то уместо њих радити Ерика Мередит.

### Избор глумаца
Дана 19. октобра 2018. године објављено је да је Стивен Бишоп добио епизодну улогу као ГПА Ендру Мендоза који је свиђа Емили Прентис.